# Bjorelvnes
Bjorelvnes est une localité du comté de Troms, en Norvège.

## Géographie
Administrativement, Bjorelvnes fait partie de la kommune de Lenvik.